# Micromallosia
Micromallosia is een kevergeslacht uit de familie van de boktorren (Cerambycidae). De wetenschappelijke naam van het geslacht werd voor het eerst geldig gepubliceerd in 1900 door Pic.

## Soorten
Micromallosia omvat de volgende soorten:
- Micromallosia heinzorum (Holzschuh, 1991)
- Micromallosia heydeni (Ganglbauer, 1888)
- Micromallosia theresae Pic, 1900